# درباره تقسیم کار اجتماعی
دربارهٔ تقسیم کار اجتماعی (به فرانسوی: lang-fr، De la division du travail social) و (به انگلیسی: The Division of Labour in Society) تقسیم کار در جامعه رساله دکتری جامعه‌شناس فرانسوی، امیل دورکیم است که در سال ۱۸۹۳ منتشر شد. این کتاب در پیشبرد نظریه‌ها و اندیشه‌های  جامعه‌شناسی تأثیرگذار بود، ایده‌هایی که به نوبه خود تحت تأثیر آگوست کنت شکل گرفته بود. دورکیم نحوه نظم اجتماعی در جوامع را بر اساس دو شکل بسیار متفاوت همبستگی -  مکانیکی و ارگانیکی - و گذار از جوامع ابتدایی به پیشرفته صنعتی توصیف کرده است.
دورکیم اظهار کرد در یک جامعه ابتدایی، همبستگی مکانیکی، رفتار و تفکر یکسان مردم و  وجدان جمعی مشترک، چیزی است که اجازه می‌دهد نظم اجتماعی حفظ شود. در چنین جامعه‌ای، اگرچه او جرم را یک واقعیت اجتماعی بهنجار می‌دانست ولی جرم را عملی تلقی می‌کرد که حالات قوی و مشخص وجدان جمعی را مورد اهانت قرار می‌دهد، از آنجا که روابط اجتماعی در جامعه مکانیکی نسبتاً همگن و کم است، قانون باید سرکوبگر و  تنبیهی برای متخلفان از وجدان جمعی باشد.
در جامعه پیشرفته صنعتی سرمایه‌داری، نظام پیچیده تقسیم کار بدین معناست که افراد بر اساس شایستگی در جامعه به کار گرفته شده و بر همان اساس پاداش دریافت می‌کنند: در صورت وجود عدالت در جامعه، نابرابری اجتماعی بیانگر نابرابری طبیعی است. دورکیم استدلال می کرد برای حفظ  نظم (یا همبستگی ارگانیکی) در جامعه، مقررات  اخلاقی و همچنین مقررات  اقتصادی مورد نیاز است. در واقع این مقررات به‌طور طبیعی در پاسخ به تقسیم کار شکل می‌گیرد و به مردم اجازه می‌دهد اختلافات خود را به صورت مسالمت‌آمیز حل کنند. در این نوع جامعه، قانون بیشتر ترمیمی است تا تنبیهی یعنی بجای تنبیه شدید دنبال ترمیم است.
او تصور می‌کرد گذار یک جامعه از ابتدایی به پیشرفته ممکن است اختلال، بحران و آنومی را به همراه داشته باشد. با این حال، هنگامی که جامعه به مرحله «پیشرفته» رسید، بسیار قوی‌تر می‌شود و توسعه می یابد. برخلاف کارل مارکس، دورکیم هیچ جامعه متفاوتی را که ناشی از تقسیم کار سرمایه‌داری صنعتی باشد، پیش‌بینی نکرده بود. وی تعارض، هرج‌ومرج و بی‌نظمی را پدیده‌های آسیب‌شناختی جامعه مدرن می‌دانست، در حالی که مارکس تضاد طبقاتی را برجسته می‌کرد.

## ترجمه فارسی
- تقسیم کار اجتماعی: امیل دورکیم، ترجمه حسن حبیبی، تهران: قلم، ۱۳۵۹، ۴۸۸ صفحه.
- درباره تقسیم کار اجتماعی: امیل دورکیم، ترجمه باقر پرهام، تهران: کتابسرای بابل، ۱۳۶۹، ۴۰۰ صفحه.  شابک ‎۹۷۸۹۶۴۳۰۵۶۷۵۹